# Gravatar

Imagen de la página de inicio de Gravatar

Gravatar (una abreviación para Globally Recognized Avatar en inglés, o avatar reconocido mundialmente, en español) es un servicio que ofrece un avatar único globalmente. El servicio fue creado por Tom Werner.

## Diseño
En Gravatar, los usuarios pueden registrar una cuenta basada en su correo electrónico, y subir un avatar para que sea asociado con la cuenta. Los Complementos de Gravatar para blogs se encuentran disponibles para los sistemas de blog más populares; cuando el usuario publica un comentario en dicho blog que requiere un correo electrónico, el software del blog revisa si ese correo se encuentra asociado a una cuenta de Gravatar. Si es así, el Gravatar se muestra junto con el comentario. El soporte para Gravatar se encuentra disponible nativamente a partir de la versión 2.5 en Wordpress. Soporte para los Gravatars también es incluido a través de complementos en Drupal.
Un Gravatar puede ser de hasta 512 pixeles de ancho, siempre es cuadrado y se despliega en 80 x 80 píxeles por defecto. Si el avatar proporcionado es más grande o más pequeño, la dimensión del avatar es cambiada apropiadamente. Cada gravatar es clasificado de una forma muy al estilo de la clasificación por edades para películas por la MPAA, el cual permite al Webmaster un control respecto al contenido de los Gravatars que son desplegados en su sitio web.
Para eliminar el spam, los correos electrónicos son transformados con la función hash MD5. Esto previene que los bots que buscan correos electrónicos para mandar correo basura usen los correos.

## Historia
Por un tiempo el servicio de Gravatar quedó sin mantenimiento. Su creador estuvo muy ocupado trabajando en una nueva versión del servicio, conforme aumentaba la popularidad más ancho de banda era necesario. El 15 de febrero de 2007, se lanzó Gravatar 2.0. Además de un script más eficiente, los usuarios notaron otras mejoras, como la posibilidad de editar y usar una imagen que se encontraba almacenada en internet. También se agregó el soporte para tener 2 gravatars por cuenta, a través de los cuales el usuario podría cambiar fácilmente. Gravatar premium también fue lanzado, el cual permitía cuentas de correo y gravatars ilimitados por cuenta.
El 11 de junio de 2007, Tom Werner anunció que había 32.000 nuevos usuarios desde que se lanzó Gravatar 2.0.
El 18 de octubre de 2007, Automattic compró a Gravatar. Después de hacerlo, ofreció los servicios Premium a las cuentas normales sin cobrar e incluso reembolsó el dinero a aquellos que habían pagado recientemente por el servicio.

## Adopción
Sitios que usan Gravatars incluyen:
- CPAN
- WordPress
- Stack Overflow
- Ohloh
- OSNews
- Wakoopa
- GitHub
- GitLab
- FAIL Blog
- Transformice
- WaniKani
- NPM
- Codecademy
- Atlassian
- Kaggle
- Foro Ágora
- Código Facilito